# Zarzalejo
Zarzalejo é um município da Espanha na província e comunidade autónoma de Madrid, de área 20,2 km² com população de 1404 habitantes (2007) e densidade populacional de 61,32 hab/km².

## Demografia
| Variação demográfica do município entre 1991 e 2004 | Variação demográfica do município entre 1991 e 2004 | Variação demográfica do município entre 1991 e 2004 | Variação demográfica do município entre 1991 e 2004 |
| --------------------------------------------------- | --------------------------------------------------- | --------------------------------------------------- | --------------------------------------------------- |
| 1991                                                | 1996                                                | 2001                                                | 2004                                                |
| 863                                                 | 1002                                                | 1171                                                | 1265                                                |